# Sjvarn
Sjvarn (ook genoemd als Sjkvarno, Skirmont, Skirmunt, Wit-Russisch: Шварн, Sjvarn, Litouws: Švarnas, Oekraïens: Шварно Данилович, Sjvarno Danylovytsj) (ca. 1230 - ca. 1269) was de vorst van de westelijke delen van Galicië-Wolynië van 1264 tot ca. 1269, en grootvorst van Litouwen (1267 - ca. 1269). Ook hield hij de stad Chełm in zijn bezit. Hij werd gedoopt onder de naam Ioannis.

## Leven
Als een van de zonen van koning Daniel van Galicië van het huis der Ruriken erfde Sjvarn de noordwestelijke delen van Galicië-Wolynië. Dit omvatte de stad Halytsj en het land aan de overkant van de Westelijke Boeg, dat is Rood-Roethenië met de steden Belz, Czerwień, Mielnik, Drohiczyn en na 1264 ook Chełm. Zijn broer Leo I erfde het zuidelijke deel van het land, met de steden Lviv en Przemyśl, terwijl Roman de hertogdommen Loetsk en Terebovlja kreeg.
Tijdens Daniels bewind zochten de Galicische vorsten steun bij hun Poolse buren tegen de regelmatig binnenvallende Litouwers.
In 1254 of 1255 trouwde Sjvarn met een niet nader genoemde dochter van Mindaugas, sinds 1253 koning van Litouwen. De twee vorsten ondernamen samen talrijke militaire campagnes tegen Polen. In 1255 overvielen ze Lublin, en in 1262 werd een grote campagne tegen Mazovië gestart. Sjvarn en Treniota veroverden Płock en belegerden Sjvarns zwager Ziemovit I van Mazovië in Jazdów (huidig Warschau). Uiteindelijk werd Ziemovit door de troepen van Sjvarn gedood, en zijn zoon Koenraad II gevangengenomen. De Poolse steuntroepen waren niet op tijd aangekomen en werden later, op 5 augustus 1262 bij Długosiodło verslagen.
In 1264 overleed Daniel van Galicië, waarna Sjvarn de nominale heerschappij over Galicië-Wolynië verkreeg. Onmiddellijk startte hij een grote campagne tegen Polen, dit keer gericht op Klein-Polen. Hoewel de Galicisch-Litouwse legers erin slaagden Skaryszew, Tarczek en Wiślica te plunderen, was de campagne dit keer minder succesvol en de legers werden uiteindelijk afgeweerd. De Sudovische hulptroepen werden door Boleslaus V bij de Slag van Bransk verslagen. Het daaropvolgende jaar startte Boleslaus een tegenoffensief tegen Sjvarn en zijn oom Vasilko, en versloeg hen op 19 juni 1266 bij Małopole. Dit verzwakte de positie van Sjvarn in zijn eigen land.
Ondertussen was in 1263 Mindaugas van Litouwen vermoord. In de chaos die op Mindaugas dood volgde streden lokale als buitenlandse heersers om de macht in Litouwen. Sjvarn gaf zijn steun aan zijn zwager Vaišvilkas, een van Mindaugas zonen. Samen wisten ze Treniota af te zetten en Daumantas naar Pskov te verdrijven. Nadat Vaišvilkas in 1267 in een klooster trad werd Sjvarn de nieuwe grootvorst.
Na succesvolle militaire campagnes in 1267 versloeg Sjvarn zijn broer Mstislav in de slag bij de Jaselda en veroverde Toeraw en Pinsk. Hij voerde een campagne tegen de Tataren en versloeg khan Balaklay in de slag bij Kojdanow (huidig Dzjarzjynsk, Wit-Rusland) hetgeen Sjvarn de kans gaf om de steden Mozir, Tsjernihiv, Karatsjev en Starodoeb te veroveren.
De strijd om de macht binnen Litouwen duurde echter voort. Voordat er een duidelijke winnaar was stierf Sjvarn tussen 1269 en 1271 in Chołm. Hij werd begraven in een orthodoxe kathedraal die stond op de plaats van de huidige Basiliek van de Geboorte van de Maagd Maria. Na zijn dood kwam het grootste deel van zijn land onder het gezag van de Litouwse vorst Traidenis te staan.